# Ciclo hidrológico

Diagrama que representa o ciclo global da água.

O ciclo da água, conhecido cientificamente como o ciclo hidrológico, refere-se à troca contínua de água na hidrosfera, entre a atmosfera, a água do solo, águas superficiais, subterrâneas e das plantas. A ciência que estuda o ciclo hidrológico é a hidrologia.
A água se move perpetuamente através de cada uma destas regiões no ciclo da água constituindo os seguintes processos principais de transferência:
- Evaporação dos oceanos e outros corpos d'água (rios, lagos e lagunas) no ar e a evapotranspiração das plantas terrestres e animais para o ar.
- Precipitação, pela condensação do vapor de água do ar e caindo diretamente na terra ou no mar.
- Escoamento superficial sobre a terra, geralmente atingem o mar.

A maior parte do vapor de água sobre os oceanos retorna aos oceanos, mas os ventos transportam o vapor de água para a terra com a mesma taxa de escoamento para o mar, a cerca de 36 Tt por ano. Sobre a terra, evaporação e transpiração contribuem com outros 71 Tt de água por ano. A chuva, com uma taxa de 107 Tt por ano sobre a terra, tem várias formas: mais comumente chuva, neve e granizo, com alguma contribuição em nevoeiros e orvalho. A água condensada no ar também pode refratar a luz solar para produzir um arco-íris. A determinação dos fluxos entre as diversas componentes do ciclo hidrológico é o objecto da modelação hidrológica.

## O ciclo da água

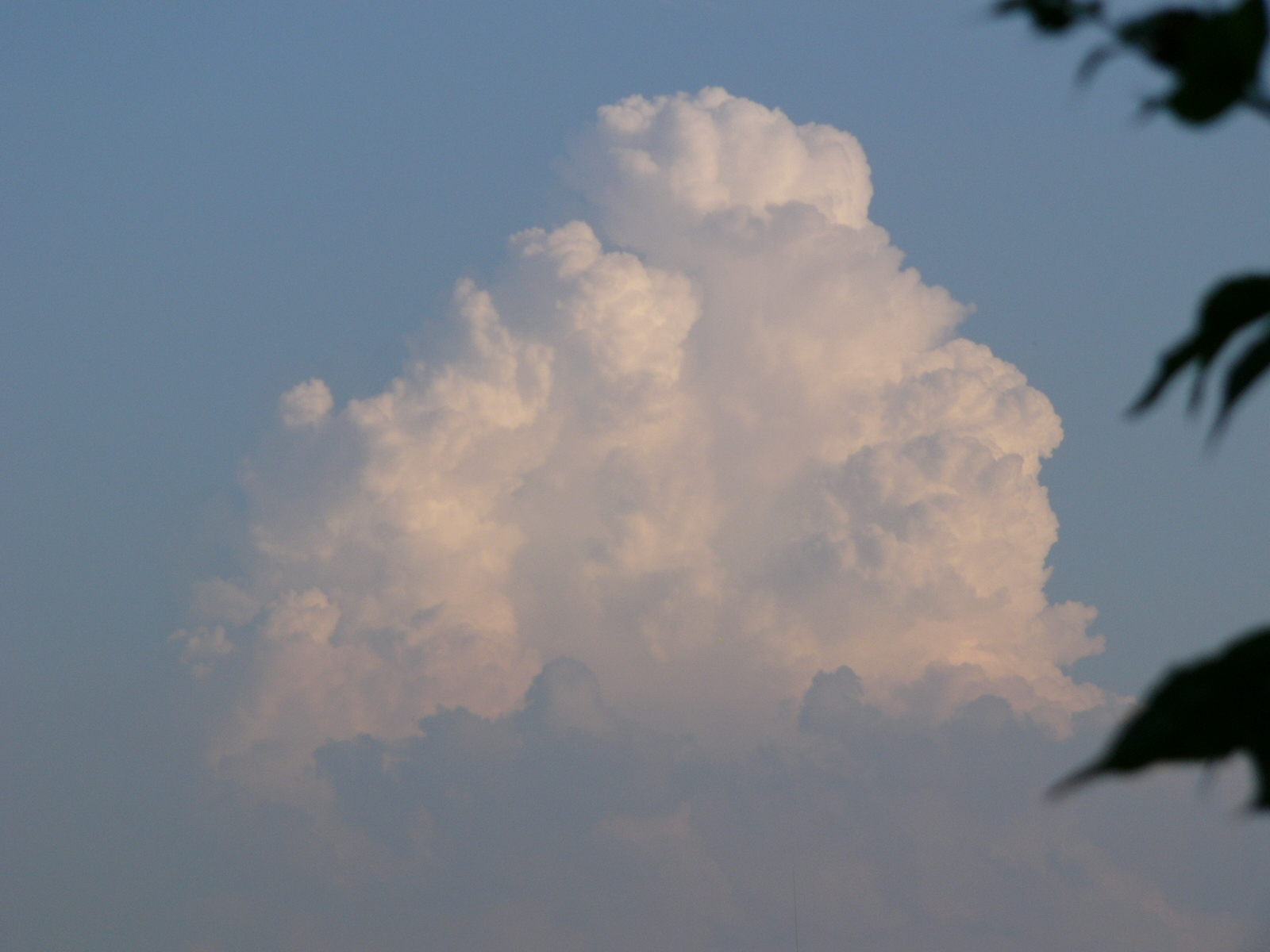
Nuvens cumulus congestivas

A água é a única substância que existe, em circunstâncias normais, em todos os três estados da matéria (sólido, líquido e gasoso) na natureza. A coexistência destes três estados implica que existam transferências contínuas de água de um estado para outro; esta sequência fechada de fenômenos pelos quais a água passa do globo terrestre para a atmosfera é designado por ciclo hidrológico.
A água da evapotranspiração (nome cientifico dado ao vapor de água obtido da transpiração e da evaporação) atinge um certo nível da atmosfera em que ele se condensa, formando gotículas que permanecem em suspensão na atmosfera (nuvens). Estas gotículas, sob certas condições, agregam-se formando gotas maiores que precipitam-se, ou seja, chove. A chuva pode seguir dois caminhos, ela pode infiltrar-se e formar um aquífero ou um lençol freático ou pode simplesmente escoar superficialmente até chegar a um rio, lago ou oceano, onde o ciclo continua.

### Da superfície para a atmosfera
O ciclo da água inicia-se com a energia solar que incide na Terra. A transferência da água da superfície terrestre para a atmosfera, passando do estado líquido ao estado gasoso, processa-se através da evaporação direta, por transpiração das plantas e dos animais e por sublimação (passagem direta da água da fase sólida para a de vapor). A vegetação tem um papel importante neste ciclo, pois uma parte da água que cai é absorvida pelas raízes e acaba por voltar à atmosfera pela transpiração ou pela simples e direta evaporação. Durante esta alteração do seu estado físico absorve calor, armazenando energia solar na molécula de vapor de água à medida que sobe à atmosfera.
Dado a influência da energia solar no processo de evaporação, a água evapora-se em particular durante os períodos mais quentes do dia e em particular nas zonas mais quentes da Terra.
A evaporação é elevada nos oceanos que estão sob a influência das altas subtropicais. Nos oceanos equatoriais, onde a precipitação é abundante, a evaporação é menos intensa. Nos continentes, os locais onde a precipitação é mais elevada são as florestas, enquanto os locais de precipitação mais baixa constituem os desertos.
Em terra, em algumas partes dos continentes, a precipitação é maior que a evaporação e em outras regiões ocorre o contrário, contudo predomina a precipitação, sendo que os oceanos cobrem o terreno evaporando mais água que recebem pela precipitação.

### Da atmosfera de volta à superfície
O vapor de água é transportado pela circulação atmosférica e condensa-se após percursos muito variáveis, que podem ultrapassar 1000 km. Poderá regressar à superfície terrestre numa das formas de precipitação (por exemplo, chuva, granizo ou neve), como voltar à atmosfera mesmo antes de alcançar a superfície terrestre (através de chuva miúda quente). Em situações menos vulgares, poderá ainda transformar-se em neve e cair em cima de uma montanha e permanecer lá 1000 anos. Toda esta movimentação é influenciada pelo movimento de rotação da Terra e das correntes atmosféricas.
A água que atinge o solo tem diferentes destinos. Parte é devolvida à atmosfera através da evaporação, parte infiltra-se no interior do solo, alimentando os lençóis freáticos. O restante, escorre sobre a superfície em direção às áreas de altitudes mais baixas, alimentando diretamente os lagos, riachos, rios, mares e oceanos. A infiltração é assim importante, para regular a vazão dos rios, distribuindo-a ao longo de todo o ano, evitando, assim, os fluxos repentinos, que provocam inundações. Caindo sobre uma superfície coberta com vegetação, parte da chuva fica retida nas folhas A água interceptada evapora, voltando à atmosfera na forma de vapor.
O ciclo hidrológico atua como um agente modelador da crosta terrestre devido à erosão e ao transporte e deposição de sedimentos por via hidráulica, condicionando a cobertura vegetal e, de modo mais genérico, toda a vida na terra.
O ciclo hidrológico é, pois, um dos pilares fundamentais do ambiente, assemelhando-se, no seu funcionamento, a um sistema de destilação global. O aquecimento das regiões tropicais devido à radiação solar provoca a evaporação contínua da água dos oceanos, que é transportada sob a forma de vapor pela circulação geral da atmosfera, para outras regiões. Durante a transferência, parte do vapor de água condensa-se devido ao arrefecimento formando nuvens que originam a precipitação. O retorno às regiões de origem resulta da acção conjunta da infiltração e escoamento superficial e subterrâneo proveniente dos rios e das correntes marítimas.

## Processos
- Precipitação: consiste no vapor de água condensado que cai sobre a superfície terrestre (chuva).
- Infiltração: consiste no fluxo de água da superfície que se infiltra no solo.
- Escoamento: superficial é o movimento das águas na superfície terrestre, nomeadamente do solo para os mares.
- Evaporação: é a transformação da água no seu estado líquido para o estado gasoso à medida que se desloca da superfície para a atmosfera.
- Transpiração: é a forma como a água existente nos organismos passa para a atmosfera.
- Evapotranspiração: é o processo conjunto pelo qual a água que cai é absorvida pelas plantas, voltando à atmosfera através da transpiração ou evaporação directa (quando não absorvida).
- Condensação: é a transformação do vapor de água em água líquida, com a criação de nuvens e nevoeiro.

## Composição química
A água pura (H2O) é um líquido cujas moléculas são formadas por dois átomos de hidrogênio e um de oxigênio. Quando na atmosfera, pode reagir com determinados gases  - como dióxido de enxofre (SO2), óxidos de nitrogênio (NO, NO2, N2O5) e dióxido de carbono (CO2) - ocasionando chuvas ácidas.

## Serviços ambientais prestados pela água
Os serviços ambientais são a ligação entre os ecossistemas, o bem estar humano e a economia. Na verdade, são os serviços prestados pelo meio ambiente para sustentar e garantir a vida humana.
Entre outros, a água presta os seguintes serviços ambientais:
- regulação do clima;
- regulação dos fluxos hidrológicos;
- reciclagem de nutrientes;
- diluição de efluentes (emissários submarinos e subfluviais);
- produção de energia (usina hidrelétrica);
- recreação.

A tabela seguinte apresenta a correspondência entre alguns serviços ambientais prestados pela água substituíveis por capital humano:
| Serviços ambientais prestados pela água           | Serviços ambientais prestados pelo capital humano |
| ------------------------------------------------- | ------------------------------------------------- |
| Infiltração, escoamento, reciclagem de nutrientes | Sistemas de abastecimento de água e de saneamento |
| Infiltração                                       | Sistemas de drenagem                              |
| Reciclagem de nutrientes                          | Sistemas de tratamento de águas residuais         |
| Reciclagem de nutrientes, precipitação            | Sistemas de rega                                  |